# Achtung, Banditi!

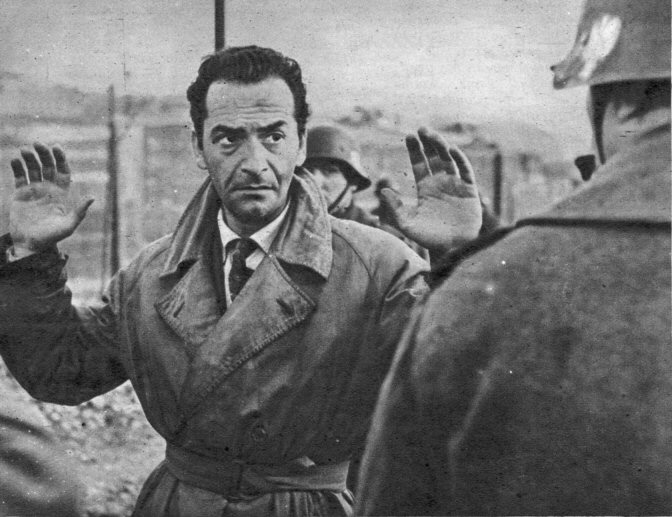
Szene aus dem Film

Der italienische Spielfilm Achtung, Banditi! aus dem Jahr 1951 ist ein Kriegsdrama mit propagandistischer Absicht. Es handelt vom Kampf kommunistischer Partisanen im Zweiten Weltkrieg, von den Besatzern „Banditen“ geschimpft, in und um Genua. Es war der erste Langfilm von Regisseur Carlo Lizzani; in einer Nebenrolle trat die später bekannter gewordene Gina Lollobrigida auf. Lizzani erzählt in neorealistischem Stil, ohne die Partisanen romantisch zu heroisieren, wählt aber einen pädagogischen Ton und teilt alle Figuren klar in gut oder böse ein. Die Partisanen und die Arbeiter stellt er als integer und unbeirrt, die Vertreter des Bürgertums hingegen als lasch und selbstsüchtig dar. Finanziert wurde die Produktion vom Zuschauerkollektiv „Cooperativa Spettatori Produttori Cinematografici“, das unabhängig von Branchenstrukturen marxistisch orientierte Filme fördern wollte, durch den Verkauf von Anteilsscheinen an die Bevölkerung. Die Unterstützer beteiligten sich auch bei der Herstellung, etwa als Statisten in Massenszenen, die jeweils an Sonntagen gedreht wurden. Die Behörden weigerten sich, für den Dreh authentische Waffen zur Verfügung zu stellen, und behinderten die Ausfuhr des fertigen Films ins Ausland. An den Filmfestspielen in Karlovy Vary, in der kommunistisch regierten Tschechoslowakei, erhielt Lizzani 1952 den Preis für die beste Regie.
Die deutsche Synchronfassung erschien erst 1973. Die Synchronisation des Films besorgte die DEFA der damaligen DDR.

## Handlung
Im vierten Kriegswinter brechen in den Bergen kommunistische Partisanen, angeführt von Kommandant Vento und Politkommissar Lorenzo, auf, um von Kameraden eine Waffenlieferung entgegenzunehmen. Ein Halbwüchsiger, der in ihrem Unterschlupf für sie kocht, schließt sich gegen ihre Bedenken der Mission an. Am vereinbarten Ort finden sie einen Kameraden von SS-Truppen hingerichtet vor. Notgedrungen übernachten sie in der Villa eines Diplomaten, der sich mit seinem großbürgerlichen Lebensstil von ihnen abhebt.
Die Partisanen misstrauen den Radiodurchsagen der Westalliierten, in denen sie aufgefordert werden, auf größere Aktionen zu verzichten und zu warten. Ebenso wenig Interesse zeigen sie am Angebot des Diplomaten, mit der SS zu verhandeln. In der Villa wohnt auch die Geliebte des Diplomaten, deren größte Sorge ist, wegen der fremden Männer im Hause könnte über sie getratscht werden. Zwei der Partisanen, Lorenzo und der steckbrieflich gesuchte „Blonde“, brechen in Zivilkleidung und bewaffnet nach Genua auf, um dort einen Mittelsmann zu kontaktieren, der sie zu den Waffen führen kann. Das Versteck befindet sich in einer Maschinenfabrik, in der die Arbeiter gerade einen Streik vorbereiten. Gleich rücken SS-Truppen heran, besetzen die Fabrik und ordnen den Abbau der Maschinen an, um sie ins Deutsche Reich zu verfrachten. Am Abend überwältigen die Partisanen die wachenden Soldaten und die Arbeiter und deren Anführer Marco bemächtigen sich der Fabrik. Als Sekretärin arbeitet dort Anna, die Schwester von Domenico, der bei den deutschtreuen Alpini Dienst leistet. Sie trifft ihren Bruder und warnt ihn, sich in Sicherheit zu bringen, ohne ihm von den Vorgängen in der Fabrik etwas zu sagen. Aus Furcht, dass Anna die Truppen alarmiert, setzen die Partisanen sie gefangen. Der „Blonde“, der sie bewacht, war einst in sie verliebt. In der Nacht entfernen die Arbeiter betriebsnotwendige Teile aus den Maschinen und verstecken sie, um die Produktion für die Besatzer zu verunmöglichen. Am Morgen rücken SS-Einheiten heran, und in den folgenden Kämpfen fallen mehrere Partisanen. Der Fabriksingenieur weigert sich, das Versteck der Maschinenteile preiszugeben, so dass der SS-Kommandant ihn erhängen lässt. Domenico läuft zu den Partisanen über und kann weitere Alpini überzeugen, gegen die Besatzertruppen zu kämpfen. Nach einem siegreichen Gefecht bei einer Brücke finden die verstreuten Partisanen zusammen und brechen gut bewaffnet und zahlenmäßig gestärkt zu weiteren Kämpfen auf.